# Ligia yamanishii
Ligia yamanishii är en kräftdjursart som beskrevs av Nunomura1990. Ligia yamanishii ingår i släktet Ligia och familjen gisselgråsuggor. Inga underarter finns listade i Catalogue of Life.